# Ster (onderscheiding of ridderorde)

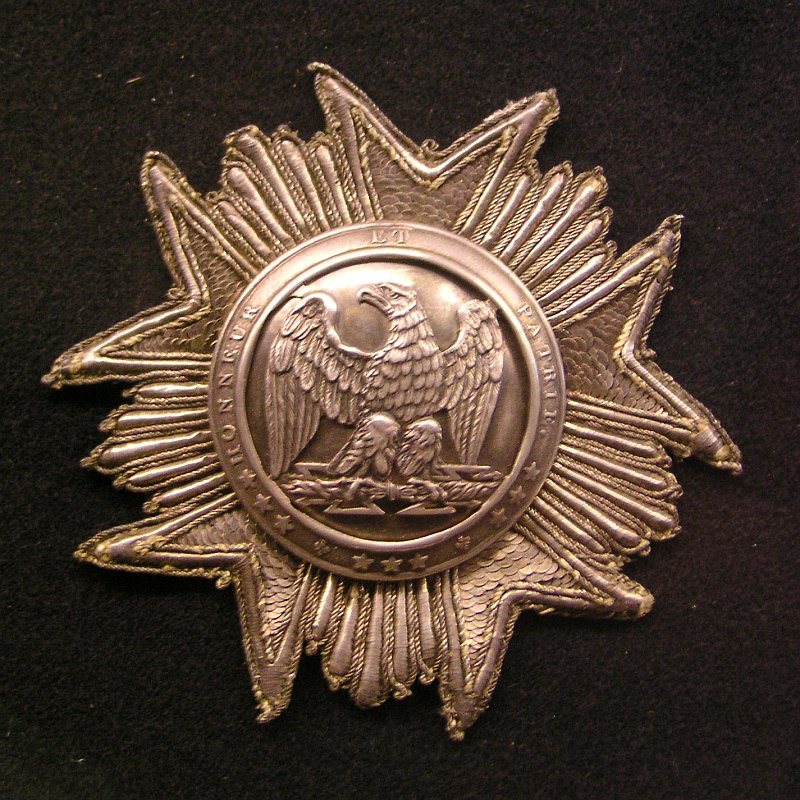
Een vijfpuntige geborduurde ster met een massieve kern; een " Grand-Aigle" van het legioen van Eer

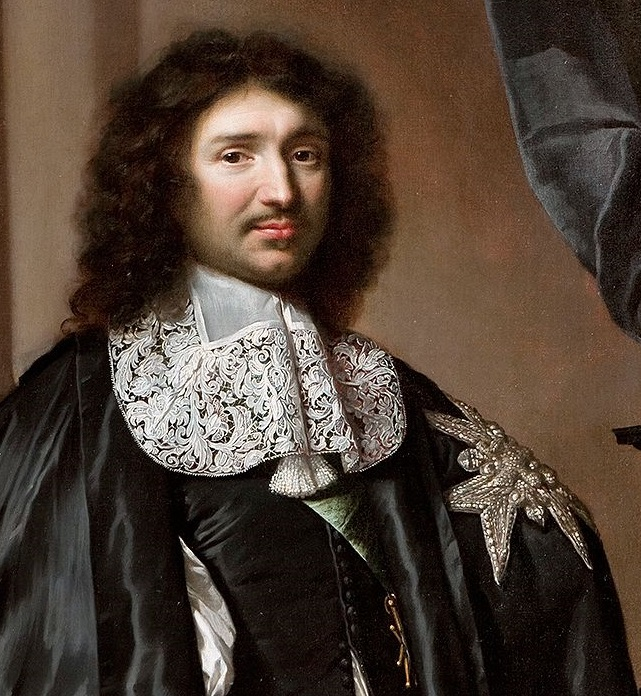
Jean-Baptiste Colbert droeg een grote ster van zilverdraad, een "Chaton" op de schouder

Een ster is een op de borst of op de schouder gedragen insigne van een ridderorde. De ster kan verschillende vormen hebben en is dus beslist niet altijd stervormig. Soms worden ook de ovale, vierkant of zeer onregelmatig gevormde, insignes "sterren" genoemd, het is juister om dan van een plaque te spreken.

## Geschiedenis van de sterren
De eerste ridderorde waarvan de ridders behalve een kleinood aan een lint of keten ook een geborduurde ster gingen dragen was de Engelse Orde van de Kousenband.
Dat gebeurde tijdens de regering van Karel II van Engeland. Deze sterren waren geheel van gouddraad, zilverdraad en borduurgaren vervaardigd.
Zeer grote geborduurde sterren kwamen, en komen, ook voor op de mantels van een aantal ridderorden.
In de loop van de 17e eeuw kregen alle ridderorden sterren, omdat er in de klassieke ridderorden maar één rang was droegen alle ridders een ster. Deze sterren werden dagelijks gedragen.
In de loop van de 18e eeuw ontwikkelden zich ook ridderorden met meerdere rangen. Alleen de bezitter van de hoogste rang, al spoedig Grootkruis of Grootcommandeur genoemd, droeg een ster. Voor de lagere rangen waren er kleinere kruisen die aan een lint om de hals of in het knoopsgat werden gedragen.
Ook de commandeurs of grootofficieren van ridderorden dragen soms sterren.Bij een aantal ridderorden zijn deze gelijk aan die van de grootkruisen maar vaak gaat het om eenvoudiger of kleinere sterren en vierkante of ruitvormig plaques.
Gedurende de 18e en de eerste helft van de 19e eeuw bleef de geborduurde ster in de mode. Een massieve ster, een zilveren plaat met oogjes of een gesp ter bevestiging, was een uitzondering. Er kwamen wel mengvormen voor zoals het hier afgebeelde Legioen van Eer.
In Nederland waren de eerste sterren en commandeurskruisen ook geborduurd. Omdat de sterren na het overlijden van hun dragers weer aan de kanselarij retour moesten worden gezonden was er een voorraad van vieze, versleten sterren die desondanks, met typisch Nederlandse zuinigheid, opnieuw werden verleend.
Voor de decorandus zat er dan niets anders op dan zèlf een ster te bestellen bij een van de daarin gespecialiseerde winkels. Het borduren van de sterren was iets dat door vaklieden thuis werd uitgevoerd.
Na 1850 koos ook Nederland voor het gebruik van zilveren sterren.
De eerste massieve sterren hadden geen beugels of pinsluiting en zij werden met talloze kleine oogjes op de punten van de stralen op de kleding vastgezet. Latere sterren bewaarden, ondanks de bevestigingsmogelijkheden op de achterzijde, deze nutteloos geworden oogjes nog in hun ontwerp.

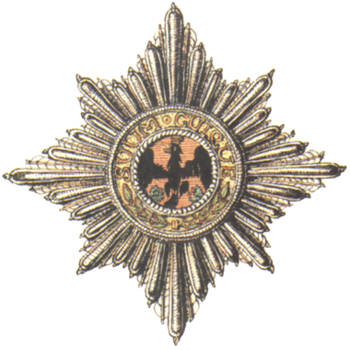
Geborduurde ster van de Pruisische Hoge Orde van de Zwarte Adelaar
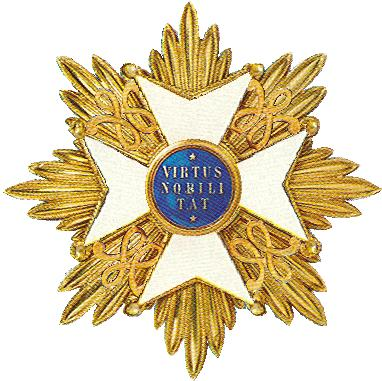
Ster van de Orde van de Nederlandse Leeuw
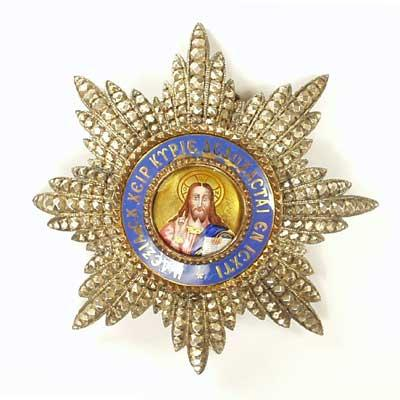
Ster van de Orde van de Verlosser Bij deze ster die uit zilver is vervaardigd geven de facetten de indruk dat de ster met briljanten bezet is
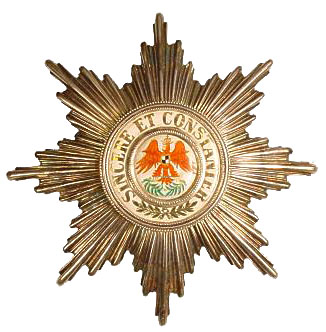
Ster met gladde stralen in de Orde van de Rode Adelaar
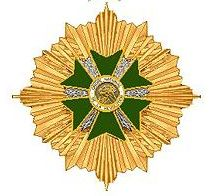
In veel Afrikaanse landen koos men voor onregelmatig gevormde sterren

## Het dragen van de ster

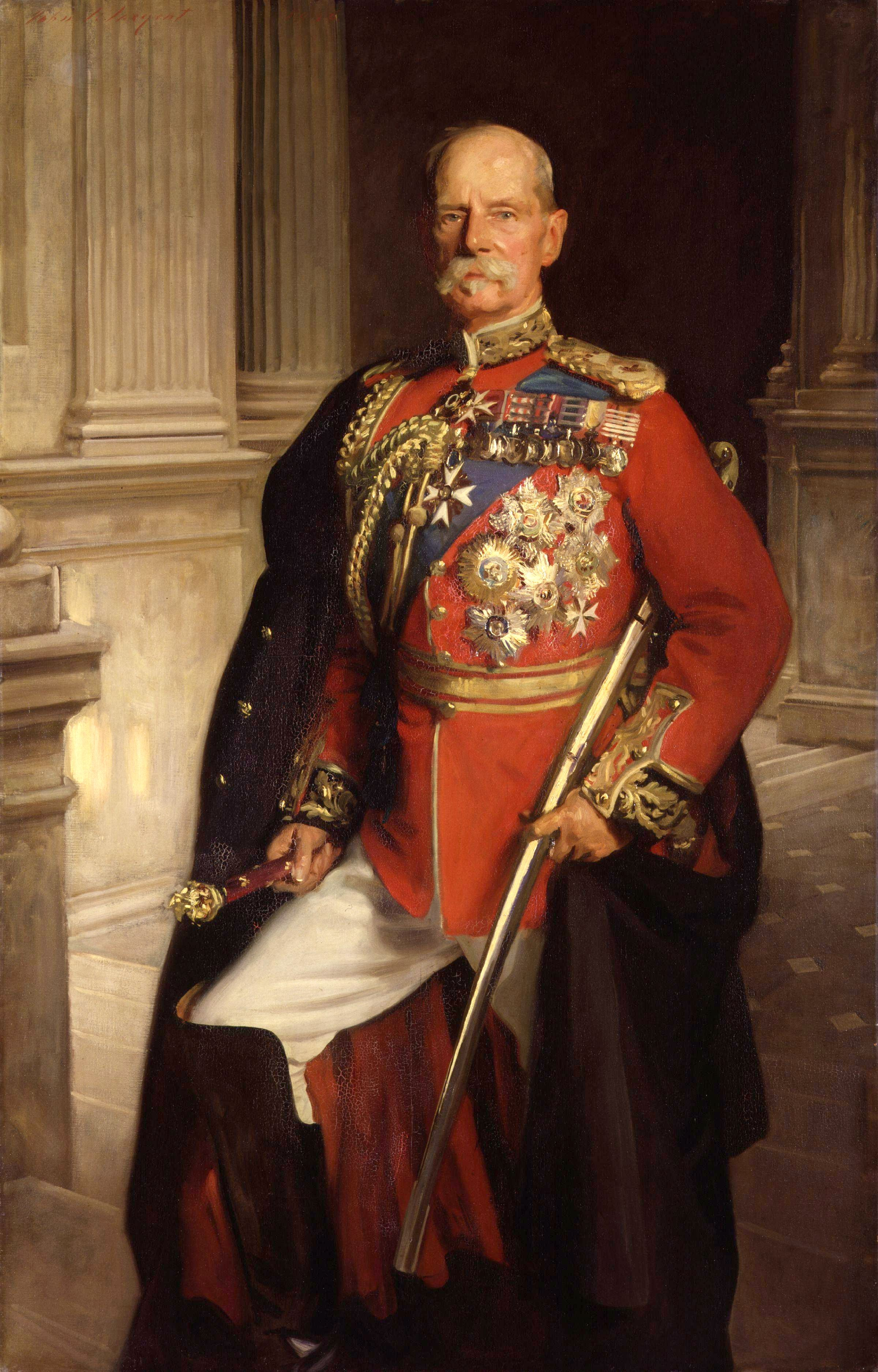
Veldmaarschalk Lord Roberts in vol ornaat; hij draagt zes sterren.

Tot in de 19e eeuw droegen ridders hun ster steeds op hun uniform of geklede jas. Ook het lint werd nog lange tijd dagelijks onder of boven het vest gedragen. De Britse prins-gemaal Albert was de laatste vorst die aan deze gewoonte vasthield.
In de tweede helft van de 19e eeuw raakte het dragen van een kleine Knoopsgatversieringen, een rozetje of bij grootkruisen een rozet op een stukje gouden galon in gebruik.
De sterren worden nu alleen nog op rokkostuum en gala-uniform gedragen.
Wanneer men meerdere sterren draagt, het dragen van meer dan vier in ruitvorm opgespelde sterren is behalve in Afrika ongebruikelijk, dient men er op te letten dat er géén ster tussen de ster die bij het grootlint hoort en dat lint wordt gedragen.

## Sterren van andere rangen in ridderorden
Ook de grootofficieren en commandeurs van een aantal ridderorden dragen een ster. Wanneer deze ster ruitvormig is noemt men het ook wel een plaque. In een aantal ridderorden, zoals de Nederlandse Kroonorde, draagt ook een grootkruis een plaque op de borst. In het protocol heet een commandeur die een ster mag dragen in rang gelijk aan een grootofficier te zijn.
Voor prinsen en zeer jong ridders werden in het verleden wel kleine sterren in de zogenaamde "prinzengröße" ( Duits: "Prinsenformaat") gemaakt.
In een aantal socialistische orden is het kleinood van de orde altijd een kleine ster.

## Kleine sterren
Behalve de hierboven beschreven sterren zijn er ook talloze sterren die aan een lint gedragen worden. Het kleinood van een ridderorde kan immers een ster in plaats van een kruis of medaillon zijn. In Nederlands-Indië had de bevolking aparte opvattingen over sterren. Men hechtte aan medailles weinig waarde en alleen de ster of "bintang" werd voor vol aangezien. Daarom maakte de gouverneur-generaal in 1894 van de Medaille voor Trouw en Verdienste een Ster voor Trouw en Verdienste.